# Lekkoatletyka na Letnich Igrzyskach Olimpijskich 1952 – bieg na 80 m przez płotki kobiet
Bieg na 80 metrów przez płotki kobiet podczas XV Letnich Igrzysk Olimpijskich w Helsinkach rozegrano 23 (eliminacje i ćwierćfinały) i 24 lipca 1952 (finał) na Stadionie Olimpijskim w Helsinkach. Zwyciężczynią została reprezentantka Australii Shirley Strickland de la Hunty, która w finale ustanowiła rekord świata uzyskując czas 10,9 s.

## Rekordy

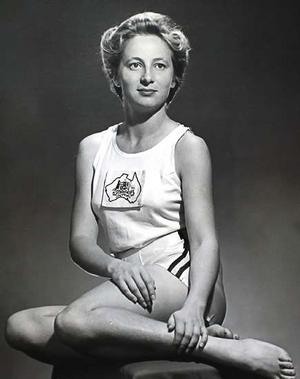
Shirley Strickland de la Hunty

|                   | Zawodniczka         | Narodowość      | Czas | Data                 | Miejsce   |
| ----------------- | ------------------- | --------------- | ---- | -------------------- | --------- |
| Rekord świata     | Fanny Blankers-Koen | Holandia        | 11,0 | 20 czerwca 1948(dts) | Amsterdam |
| Rekord olimpijski | Fanny Blankers-Koen | Holandia        | 11,2 | 5 sierpnia 1948(dts) | Londyn    |
| Rekord olimpijski | Maureen Gardner     | Wielka Brytania | 11,2 | 5 sierpnia 1948(dts) | Londyn    |

## Wyniki
| Poz. - pozycja |
| – rekord świata \| – rekord krajowy \| – rekord życiowy \| = – wyrównany rekord życiowy \| · – najlepszy wynik w sezonie \| = – wyrównany najlepszy wynik w sezonie \| – rekord olimpijski |
| Fn – falstart \| DNF – nie ukończył \| DNS – nie wystartował \| DSQ – zdyskwalifikowany |

### Eliminacje
Rozegrano sześć biegów eliminacyjnych. Do półfinałów awansowały po dwie najlepsze zawodniczki z każdego biegu (Q).

#### Bieg 1
| Poz. | Zawodniczka                    | Narodowość | Rezultat | Uwagi |
| ---- | ------------------------------ | ---------- | -------- | ----- |
| 1    | Shirley Strickland de la Hunty | Australia  | 11,0     | Q, =  |
| 2    | Milena Greppi                  | Włochy     | 11,7     | Q     |
| 3    | Miyo Miyashita                 | Japonia    | 11,8     |       |
| 4    | Colette Elloy                  | Francja    | 11,9     |       |
| 5    | Jorun Tangen                   | Norwegia   | 12,2     |       |
| –    | Olga Gyarmati                  | Węgry      | DNS      |       |

#### Bieg 2
| Poz. | Zawodniczka         | Narodowość        | Rezultat | Uwagi |
| ---- | ------------------- | ----------------- | -------- | ----- |
| 1    | Fanny Blankers-Koen | Holandia          | 11,2     | Q     |
| 2    | Edna Maskell        | Południowa Afryka | 11,6     | Q     |
| 3    | Klára Soós          | Węgry             | 11,9     |       |
| 4    | Hilde Antes         | Protektorat Saary | 12,0     |       |
| 5    | Nilima Ghose        | Indie             | 12,9     |       |
| –    | Marion Huber        | Chile             | DNF      |       |
| –    | Gertrud Pruschak    | Austria           | DNS      |       |

#### Bieg 3
| Poz. | Zawodniczka    | Narodowość      | Rezultat | Uwagi |
| ---- | -------------- | --------------- | -------- | ----- |
| 1    | Elene Gokieli  | ZSRR            | 11,5     | Q     |
| 2    | Pam Seaborne   | Wielka Brytania | 11,5     | Q     |
| 3    | Willy Lust     | Holandia        | 11,6     |       |
| 4    | Seija Pöntinen | Finlandia       | 11,8     |       |
| 5    | Tang Pui Wah   | Singapur        | 12,8     |       |
| –    | Shirley Eckel  | Kanada          | DNS      |       |

#### Bieg 4
| Poz. | Zawodniczka           | Narodowość      | Rezultat | Uwagi |
| ---- | --------------------- | --------------- | -------- | ----- |
| 1    | Jean Desforges        | Wielka Brytania | 11,4     | Q     |
| 2    | Anneliese Seonbuchner | Niemcy          | 11,4     | Q     |
| 3    | Luella Law            | Kanada          | 11,8     |       |
| 4    | Helene Bielansky      | Austria         | 11,8     |       |
| 5    | Sylvi Keskinen        | Finlandia       | 12,4     |       |
| 6    | Leah Horowitz         | Izrael          | 12,4     |       |

#### Bieg 5
| Poz. | Zawodniczka         | Narodowość        | Rezultat | Uwagi |
| ---- | ------------------- | ----------------- | -------- | ----- |
| 1    | Maria Sander        | Niemcy            | 11,3     | Q     |
| 2    | Claudie Flament     | Francja           | 11,5     | Q     |
| 3    | Anna Aleksandrowa   | ZSRR              | 11,5     |       |
| 4    | Maria Musso         | Włochy            | 11,9     |       |
| 5    | Constance Darnowski | Stany Zjednoczone | 12,1     |       |
| 6    | Aino Autio          | Finlandia         | 12,1     |       |
| –    | Rosella Thorne      | Kanada            | DNS      |       |

#### Bieg 6
| Poz. | Zawodniczka         | Narodowość      | Rezultat | Uwagi |
| ---- | ------------------- | --------------- | -------- | ----- |
| 1    | Maria Gołubnicza    | ZSRR            | 11,1     | Q     |
| 2    | Wanda dos Santos    | Brazylia        | 11,3     | Q,    |
| 3    | Yvette Monginou     | Francja         | 11,3     | [ 5 ] |
| 4    | Elfriede Steurer    | Austria         | 11,4     | [ 3 ] |
| 5    | Pauline Threapleton | Wielka Brytania | 11,9     |       |
| 6    | Gretel Bolliger     | Szwajcaria      | 12,3     | [ 6 ] |

### Półfinały
Rozegrano dwa biegi półfinałowe. Do finału awansowały po trzy najlepsze zawodniczki z każdego biegu.

#### Bieg 1
| Poz. | Zawodniczka                    | Narodowość        | Rezultat | Uwagi |
| ---- | ------------------------------ | ----------------- | -------- | ----- |
| 1    | Shirley Strickland de la Hunty | Australia         | 10,8w    | Q     |
| 2    | Maria Sander                   | Niemcy            | 10,9w    | Q     |
| 3    | Jean Desforges                 | Wielka Brytania   | 10,9w    | Q     |
| 4    | Elene Gokieli                  | ZSRR              | 11,1w    |       |
| 5    | Edna Maskell                   | Południowa Afryka | 11,2w    |       |
| 6    | Milena Greppi                  | Włochy            | 11,4w    |       |

#### Bieg 2
| Poz. | Zawodniczka           | Narodowość      | Rezultat | Uwagi |
| ---- | --------------------- | --------------- | -------- | ----- |
| 1    | Maria Gołubnicza      | ZSRR            | 11,2     | Q     |
| 2    | Fanny Blankers-Koen   | Holandia        | 11,3     | Q     |
| 3    | Anneliese Seonbuchner | Niemcy          | 11,4     | Q     |
| 4    | Pam Seaborne          | Wielka Brytania | 11,4     |       |
| 5    | Wanda dos Santos      | Brazylia        | 11,4     |       |
| 6    | Claudie Flament       | Francja         | 11,6     |       |

### Finał
| Poz. | Zawodniczka                    | Narodowość      | Rezultat | Uwagi |
| ---- | ------------------------------ | --------------- | -------- | ----- |
| 1    | Shirley Strickland de la Hunty | Australia       | 10,9     | [ 1 ] |
| 2    | Maria Gołubnicza               | ZSRR            | 11,1     | [ 7 ] |
| 3    | Maria Sander                   | Niemcy          | 11,1     | [ 8 ] |
| 4    | Anneliese Seonbuchner          | Niemcy          | 11,2     |       |
| 5    | Jean Desforges                 | Wielka Brytania | 11,6     |       |
| –    | Fanny Blankers-Koen            | Holandia        | DNF      |       |